# Чаковци
Чаковци (мађ. Csákovác) су насељено место у саставу општине Томпојевци у Вуковарско-сремској жупанији, Република Хрватска.

## Историја
(Сремски) Чаковци су 1885. године били у Ердевичком изборном срезу са својих 177 душа.
До територијалне реорганизације у Хрватској налазили су се у саставу старе општине Вуковар.

## Становништво
На попису становништва 2011. године, Чаковци су имали 367 становника.

## Попис 1991.
На попису становништва 1991. године, насељено место Чаковци је имало 749 становника, следећег националног састава:
| Попис 1991.‍  | Попис 1991.‍  | Попис 1991.‍ | Попис 1991.‍ | Попис 1991.‍ |
| ------------ | ------------ | ----------- | ----------- | ----------- |
|              |              |             |             |             |
| Мађари       | Мађари       |             | 256         | 34,17%      |
| Хрвати       | Хрвати       |             | 226         | 30,17%      |
| Срби         | Срби         |             | 206         | 27,50%      |
| Југословени  | Југословени  |             | 27          | 3,60%       |
| Русини       | Русини       |             | 11          | 1,46%       |
| Албанци      | Албанци      |             | 3           | 0,40%       |
| Словаци      | Словаци      |             | 3           | 0,40%       |
| Словенци     | Словенци     |             | 1           | 0,13%       |
| Украјинци    | Украјинци    |             | 1           | 0,13%       |
| Црногорци    | Црногорци    |             | 1           | 0,13%       |
| остали       | остали       |             | 3           | 0,40%       |
| неопредељени | неопредељени |             | 4           | 0,53%       |
| регион. опр. | регион. опр. |             | 3           | 0,40%       |
| непознато    | непознато    |             | 4           | 0,53%       |
| укупно: 749  |              |             |             |             |